# دوشنا (لهستان)
دوشنا (به لهستانی:  Dusina) یک روستا در لهستان است که در گمینا گوستنگ واقع شده‌است. دوشنا ۳۱۰ نفر جمعیت دارد.